# Fort Denonville
 (novembre 2023).
Si vous disposez d'ouvrages ou d'articles de référence ou si vous connaissez des sites web de qualité traitant du thème abordé ici, merci de compléter l'article en donnant les références utiles à sa vérifiabilité et en les liant à la section « Notes et références ».
Fort Denonville était un fort français construit en 1687 sur le site actuel du fort Niagara. Il a remplacé le fort Conti qui avait été construit sur le site en 1679 et avait brûlé plus tard cette année-là.
Le fort était situé à l'embouchure de la rivière Niagara au lac Ontario. À l'été de 1687 le gouverneur de la Nouvelle-France, Jacques-René de Brisay, a fait une expédition militaire pour pacifier les Iroquois. Vers la fin de la campagne, le gouverneur, désireux de garder une présence française dans la région, a déplacé son armée sur le site et a construit un poste qu'il a baptisé en son nom. Le fort, qui se compose de huit bâtiments de bois et d'une palissade, était tenu par une garnison de cent hommes et commandé par le capitaine Pierre de Troyes. Le gouverneur et le reste de la force revient à Montréal pour l'hiver. Les Sénécas, en représailles de l'attaque de Denonville en 1687, assiège le fort et empêchent la garnison de chercher de la nourriture. Quatre-vingt-neuf soldats de la garnison sont morts du scorbut, de la maladie et la famine durant le siège. Le Vendredi Saint de 1688, une force de secours a retourné et trouvé douze survivants. L'aumônier de la force de secours, le père jésuite Pierre Millet, a érigé une croix et a donné une messe d'action de grâces pour leur survie. Le fort a été remplacé par une nouvelle garnison, mais en septembre 1688, les Français auraient fermé la palissade et ne serait pas revenu que durant l'hiver de 1726 lorsque "la maison de la paix" (aujourd'hui connu comme le château français) et Fort Niagara furent construits sur le même site. 